# Titan (motor de juego)
Titan es un motor de juego desarrollado por Stainless Steel Studios utilizado en el género de estrategia en tiempo real. Fue utilizado principalmente como motor de juegos de computador a principios de la década de 2000. El motor se usó en los primeros juegos de Stainless Steel Studio, como Empire Earth y Empires: Dawn of the Modern World.

## Titan 2.0
Titan 2.0, una actualización del motor Titan original, iba a ser un motor completamente de estrategia en tiempo real, y se vendió antes de que Stainless Steel Studios se disolviera en 2005.

### Descripción
SSSI describió su motor en su sitio web (antes de que se diera de baja) el día de su lanzamiento. Dijeron que manejaría todos los objetos en el mundo de los juegos, tenía un editor de escenarios integrado, un poderoso modo multijugador y comunicador, inteligencia artificial incorporada y gráficos en 3D. El motor fue anunciado en mayo de 2004, y fue diseñado por SSSI, cuyo jefe de diseño fue Rick Goodman, el diseñador de Empire Earth y Age of Empires. El último juego de SSSI realizado con este motor fue Rise and Fall: Civilizations at War . Desde que SSSI ha cerrado sus puertas, su sitio web, el sitio web original de Titan y cualquier información sobre Titan 2.0 ha desaparecido en su mayor parte. Poco más se sabe sobre el procesador de juegos original, aparte de eso, se usó en algunas de las series Empire, como Empire Earth.

### Precio y adquisición
Después de su comunicado de prensa, el motor fue comprado rápidamente por Tilted Mill Entertainment, una pequeña productora de Massachusetts. El motor también estaba disponible para la compra de cualquier persona por US $ 250,000 en su lanzamiento.

### Juegos que utilizan Titan 2.0
- Immortal Cities: Children of the Nile (noviembre de 2004) Tilted Mill Entertainment.
- Rise and Fall: Civilizations at War (junio de 2006) Midway.
- Caesar IV (septiembre de 2006) Tilted Mill Entertainment.